# Condado de Bailey
El condado de Bailey (Bailey County, en inglés) es uno de los 254 condados del estado estadounidense de Texas. La sede del condado es Muleshoe, así como también su mayor ciudad. El condado posee un área de 2.143 km² (los cuales 2 km² están cubiertos por agua), la población es de 6.594 habitantes, y la densidad de población es de 3 hab/km² (según censo nacional de 2000). Este condado fue fundado en 1918.